# Meehania faberi
Meehania faberi là một loài thực vật có hoa trong họ Hoa môi. Loài này được (Hemsl.) C.Y.Wu mô tả khoa học đầu tiên năm 1959.